# Hormony štítné žlázy

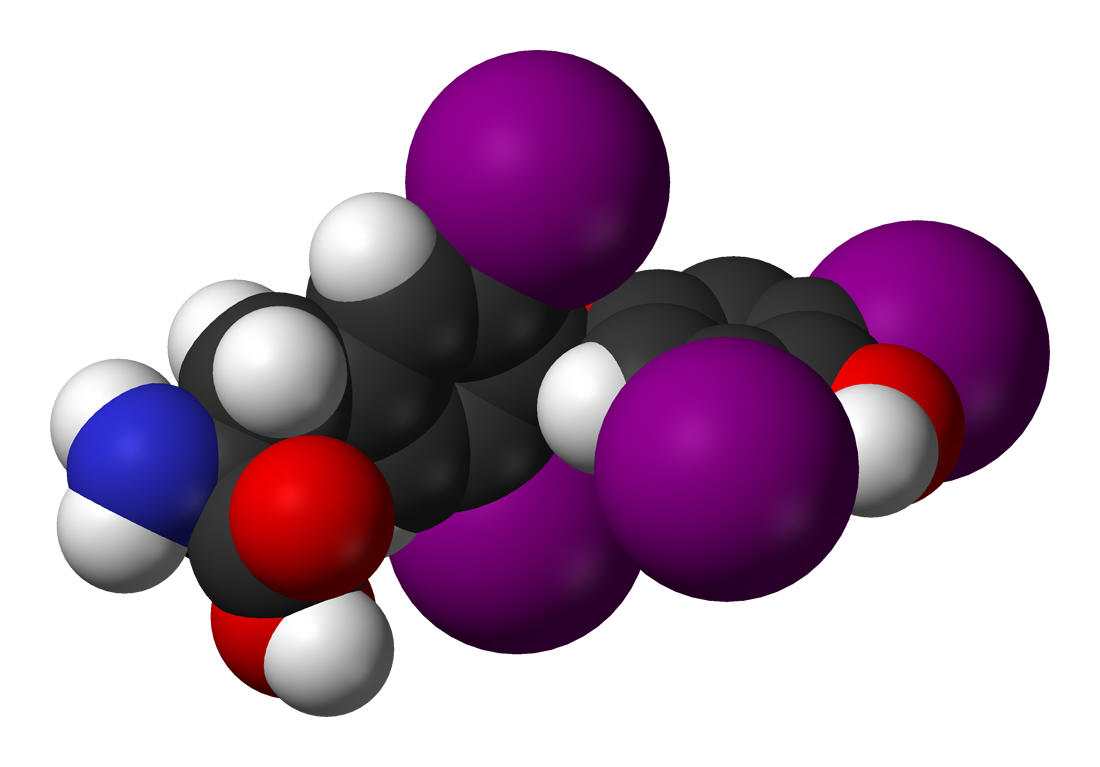
Thyroxin, T4

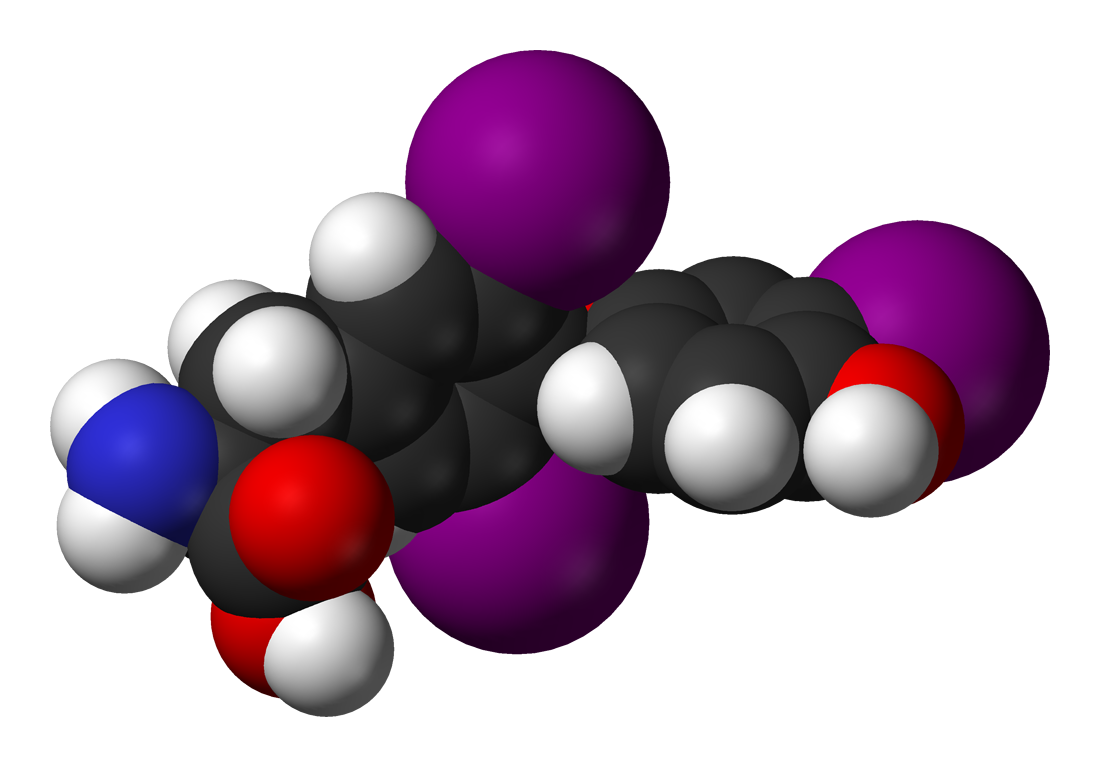
Trijodthyronin, T3

Hormony štítné žlázy, tedy tyroxin a trijodthyronin, jsou hormony produkované folikulárními buňkami štítné žlázy. Součástí molekul těchto hormonů je jód, který buňky aktivně vychytávají z krve a k produkci hormonů je bezpodmínečně nutný.
Hormony štítné žlázy jsou důležitým diferenciačním faktorem (k diferenciaci buněk) během nitroděložního vývoje a krátce po narození, působí zvláště na vývoj mozku. Zvyšují úroveň bazálního metabolismu a spotřebu kyslíku většiny tkání, ovlivňují látkovou přeměnu živin a zvětšují účinek jiných hormonů, jako jsou katecholaminy (např. adrenalin) nebo kortizol.

## Tvorba hormonů
Folikulární buňky štítné žlázy aktivně vychytávají z krve jód ve formě anorganické soli (jodid sodný, jodid draselný) a pomocí enzymu thyroperoxidázy jej kovalentně vážou na tyrosinové zbytky v molekule bílkoviny zvané thyreoglobulin.
Jodované tyrosinové zbytky, buďto monojodtyrosin (MIT) nebo dijodtyrosin (DIT) následně kondenzují v trijodthyronin (MIT + DIT) nebo v tyroxin (DIT + DIT), tyto hormony jsou ale zatím neaktivní, stále navázané na thyreoglobulin. Zásoba neaktivních hormonů se hromadí ve folikulech štítné žlázy, kde tvoří koloid.
Teprve po signálu, který je zprostředkován dalším hormonem, thyreotropinem (tyreotropní hormon, je syntetizován v adenohypofýze), se thyreoglobulin pomocí endocytózy dostane zpět do folikulárních buněk, kde se lysozomální proteázou odštěpí proteinová složka a hotové hormony se uvolní do krve.

## Hormony v krvi
| Forma hormonů                                  | Procentuální zastoupení |
| navázaný na tyroxin vázající globulin (TBG)    | 70 %                    |
| navázaný na tyroxin vázající prealbumin (TBPA) | 10-15 %                 |
| navázaný na albumin                            | 15-20 %                 |
| volný T4 (fT4)                                 | 0,031 %                 |
| volný T3 (fT3)                                 | 0,3 %                   |

V krvi převažuje tyroxin, který je pravděpodobně spíše prohormonem, je totiž mnohem méně účinný a v cílových buňkách je přeměněn na trijodthyronin. Přirozený poměr hormonů T4 a T3 vyloučených do krve je asi 20:1.
Jen velmi málo hormonů štítné žlázy je v krvi volně, většina je vázána na bílkoviny, čímž ztrácí biologickou aktivitu, jen volné hormony jsou fyziologicky účinné.
Normální hladina celkových hormonů štítné žlázy v krvi je asi 100 nmol/l tyroxinu a 1,8 nmol/l v případě trijodthyroninu.

## Funkce
Ve tkáních je tyroxin enzymem monodejodázou metabolizován na trijodthyronin, který proniká cytoplasmatickou membránou do buněk, váže se na cytosolový transportní protein a je transportován do jádra, kde stimuluje jaderné receptory. Kromě toho působí také v mitochondriích.
Zvyšují metabolický obrat, stimulují energetický metabolismus, zvyšují počet receptorů pro katecholaminy v srdečním svalu, což se projeví jako zvýšení srdeční frekvence a zvětšení síly stahů. Také zrychlují reflexní odpověď, mohou urychlovat zpětnou resorbci kostní tkáně, způsobují snížení hladiny cholesterolu v krvi, zřejmě také mají blíže neurčenou úlohu při hibernaci.
Působí na všechny tkáně kromě mozku, sleziny a varlat, které pro hormony štítné žlázy nemají receptory.

## Regulace
Stejně jako ostatní hormony, musí být i sekrece hormonů štítné žlázy přísně regulována, aby se udržela homeostáze. Hlavním podnětem pro tvorbu a sekreci je thyreotropin, hormon předního laloku podvěsku mozkového-adenohypofyzy. Ten stimuluje aktivní transport jódu z krve do folikulárních buněk, jeho zabudování do thyreoglobulinu i vlastní sekreci hormonů. Tvorba thyreotropinu je pak řízena tyreotropin stimulujícím hormonem (TRH), který se tvoří v hypotalamu a jeho sekrece je tlumena vysokými hladinami trijodthyroninu a tyroxinu v krvi.
Přebytečný tyroxin se také může metabolizovat na reverzní trijodthyronin, který je neúčinný.

## Nedostatek hormonů štítné žlázy
Dojde-li k poklesu hladiny tyroxinu a trijodthyroninu pod fyziologickou úroveň, objeví se projevy nedostatku. Velmi často je pokles syntézy hormonů způsoben nedostatkem jódu v potravě. Nejprve se štítná žláza snaží kompenzovat nedostatek tím, že se folikuly zvětší a zvýší se tak kapacita a schopnost buněk vychytat i to málo jódu, které je v krvi přítomno. Navenek se to projeví jako zvětšení štítné žlázy, struma. Některé antinutriční látky brání vstřebávání jódu a také způsobí vznik strumy, přestože je jódu jako takového v potravě dostatečné množství.
U dospělých jedinců se hypofunkce štítné žlázy projevuje zpomalením metabolismu, objevuje se únava, pocit chladu, snížená výkonnost, poruchy paměti nebo soustředění, výrazné jsou změny na kůži, která je suchá a šupinatá, vlasy a nehty (stejně jako srst a drápy, v případě zvířat) jsou lámavé a ztrácí lesk. Tato porucha se nazývá hypothyreosa, neboli snížená funkce štítné žlázy. Také stoupá hladina cholesterolu v krvi, se všemi negativními důsledky (riziko aterosklerózy), postižený trpí zácpou, bolestmi svalů, u žen způsobuje poruchy cyklu a nepravidelnou ovulaci.
U nenarozených dětí a novorozenců jsou důsledky vážnější - při nedostatku hormonů během vývoje mozku je důsledkem mentální retardace, kretenismus. Proto se u ohrožených novorozených dětí stanovuje v krvi tyroxin nebo thyreotropin a ti, kteří trpí jejich nedostatkem, jsou ihned léčeni hormonální substitucí. Léčba je ve většině případů bezproblémová a substituční terapie nemá žádné nežádoucí vedlejší účinky.

## Kalcitonin
Mezi samotnými folikuly jsou uložené ještě další, parafolikulární buňky, které také produkují hormony, hlavně kalcitonin, kalcitropní hormon, který snižuje hladinu vápníku v krvi. Přestože kalcitonin je vlastně také produkován štítnou žlázou, pod pojmem hormony štítné žlázy se obvykle myslí jen hormony folikulárních buněk, tedy tyroxin a trijodhyronin.